# Отиев, Виктор Александрович
Отиев Виктор Александрович (24 февраля 1935, Орджоникидзе (Владикавказ), Северная Осетия — 7 июня 1999, Санкт-Петербург) — советский и российский живописец, член Санкт-Петербургского Союза художников (до 1992 года — Ленинградской организации Союза художников РСФСР), пейзажист, анималист.

## Биография
Отиев Виктор Александрович родился 24 февраля 1935 года в городе Орджоникидзе (Владикавказ), в Северной Осетии.
В 1961 году Отиев окончил ЛИЖСА имени И. Е. Репина по мастерской Виктора Орешникова. Занимался у Бориса Угарова, Никиты Медовикова, Владислава Анисовича. Участвовал в выставках с 1950 года. Писал жанровые композиции, портреты, пейзажи, этюды с натуры. Одна из ведущих тем творчества — конный спорт. Персональная выставка в Ленинграде в залах ЛОСХ в 1980 году. Член Санкт-Петербургского Союза художников с 1967 года.
Для работ 1950-60-х годов характерны широкое письмо, живой, энергичный мазок, интерес к передаче световоздушной среды и тональных отношений. Неоднократно работал на творческой базе ленинградских художников в Старой Ладоге. В дальнейшем пленэрное письмо вытесняется декоративно-графической манерой. Основное внимание в работах 1980-х годов уделялось цвету и декоративно-плоскостному построению композиции, ритмической организации пространства картины. Среди произведений, созданных художником, картины «Самарканд», «Самарканд. Чайхана», «Старый Тбилиси», «Старый Ташкент» (все 1959), «Вырица», «Пашня», «Ручей» (все 1965), «Олег» (1967), «Подружки», «Вечерний Волхов» (обе 1968), «Скачки» (1969), «Пляж Джемете», «На Чёрном море» (обе 1978), «Ира» (1980), «Табун» (1990), «Победитель» (1992) и другие.
Скончался 7 июня 1999 года в Санкт-Петербурге на 65-м году жизни.
Произведения В. А. Отиева находятся в музеях и частных собраниях в России, Великобритании, Франции, КНР, Японии, Германии, Италии и других странах.

## Выставки
- 1965 год (Ленинград): Весенняя выставка произведений ленинградских художников 1965 года.
- 1968 год (Ленинград): Осенняя выставка произведений ленинградских художников 1968 года.
- 1969 год (Ленинград): Весенняя выставка произведений ленинградских художников 1969 года.
- 1971 год (Ленинград): Наш современник. Каталог выставки произведений ленинградских художников 1971 года.
- 1978 год (Ленинград): Осенняя выставка произведений ленинградских художников 1978 года.
- 1980 год (Ленинград): Зональная выставка произведений ленинградских художников 1980 года.
- 1994 год (Санкт-Петербург): Выставка «Ленинградские художники. Живопись 1950-1980 годов» в залах Санкт-Петербургского Союза художников.
- 1994 год (Санкт-Петербург): Выставка «Этюд в творчестве ленинградских художников 1940-1980 годов» в Мемориальном музее Н. А. Некрасова.
- 1996 год (Санкт-Петербург): Выставка «Живопись 1940-1990 годов. Ленинградская школа» в Мемориальном музее Н. А. Некрасова.
- 1997 год (Санкт-Петербург): Выставка «Связь времён. 1932—1997. Художники — члены Санкт-Петербургского Союза художников России. К 65-летию Санкт-Петербургского Союза художников» в ЦВЗ «Манеж».